# Carrie C. White
Carrie C. White (nascida Joyner) (18 de novembro de 1874 ou agosto de 1888 – 14 de fevereiro de 1991) foi uma mulher americana que o Guinness World Records reconheceu como a pessoa mais velha do mundo em 1988, ano em que supostamente tinha 114 anos. Esta alegação se baseou em documentos do Florida State Hospital, onde foi institucionalizada de 1909 a 1984, que listou sua data de nascimento como 18 de novembro de 1874. Carrie oficialmente ocupou o título de a pessoa mais velha até sua morte em 1991, supostamente com a idade de 116 anos. No entanto, os registros do hospital foram disputados mais tarde e revelaram eventualmente estar no erro, com a data de nascimento real de Carrie que aparentemente era em agosto de 1888. Ela preferiu ser referida como Laura Oliver durante a sua estadia no hospital.

## Biografia
Carrie afirmou ter nascido em 18 de novembro de 1874, em Havana, Flórida, mas depois se mudou para Condado de Marion, junto com sua irmã, Marie. Ela tinha afirmado no passado que tinha muitos irmãos e irmãs, e os ensinou piano. Ela amava crianças, e era uma mulher amável. Ela casou-se com John E. White em 7 de setembro de 1907 e, em 18 de novembro de 1909, depois de sofrer um ataque de febre tifoide, bradou com raiva os braços e exclamou que "alguém estava prejudicando os gêmeos", embora ela e John não tivessem filhos. Ela então passou a ameaçar prejudicar a si mesma, resultando na sua admissão no Florida State Hospital no dia seguinte.
Carrie estava muito retraída, e muito excêntrica. Em certa ocasião, durante sua festa de aniversário de 116 anos, ela ficou furiosa porque sua zeladora, Marjorie Allen, puxou seu chapéu para fazer ela olhar para um fotógrafo. Ela respondeu: "Pare de tirar o chapéu, maldição", e disse 3 vezes, mesmo depois de Marjorie ter parado.

## Reivindicação de longevidade
Enquanto um número de registros dão a data de nascimento de Carrie como 18 de novembro de 1874, nenhuma dessas datas antes de 1909, o ano em que ela foi confiada ao Florida State Hospital por seu marido, John E. White. O diagnóstico oficial foi "psicose pós-tifoide", embora isso seja incerto. Seus cuidadores sentiram que ela não mostrou sinais de doença mental grave o suficiente para justificar a institucionalização. Se a data de 1874 estiver correta, ela teria 35 anos e um dia de idade na época. Abandonada por sua família, White passou os próximos 75 anos na instituição, até ser transferida para uma residência de idosos em Palatka, Flórida, em 1984. Ela permaneceu lá até morrer em 14 de fevereiro de 1991.
Todos os registros que indicam a data de nascimento de Carrie como 18 de novembro de 1874, datam de sua permanência no hospital e, como tal, sua data de nascimento não foi confirmada. Existe um registro censitário para uma Carrie Joyner nascida na Flórida em 1873. Se esta fosse a mesma Carrie White, ela teria 117 anos quando morreu, em vez de 116 anos. A Administração da Segurança Social encontrou evidências de uma Carrie Joyner nascida em agosto de 1888, filha de John e Sallie Joyner, com base em menções nos jornais dela tendo uma irmã chamada Marie Harden. O pesquisador Heiner Maier sugere essa é a data mais provável para o nascida de Carrie que morreu em 1991. Se fosse assim, teria 102 anos quando morreu. Neste caso, Florida State Hospital pode ter feito simplesmente a data de 1874, e os registros posteriores replicaram o erro. No entanto, a falta de informações sobre o início da vida de Carrie significa que a sua verdadeira data de nascimento não pode ser confirmada inequivocamente.
Em 2012, o Guinness World Records retirou apoio para a reivindicação de longevidade.